# Moss Landing
Moss Landing és una concentració de població designada pel cens dels Estats Units a l'estat de Califòrnia. Segons el cens del 2000 tenia 300 habitants.

## Demografia
Segons el cens del 2000, Moss Landing tenia 300 habitants, 125 habitatges, i 68 famílies. La densitat de població era de 282,5 habitants/km².
Dels 125 habitatges en un 27,2% hi vivien nens de menys de 18 anys, en un 39,2% hi vivien parelles casades, en un 14,4% dones solteres, i en un 45,6% no eren unitats familiars. En el 31,2% dels habitatges hi vivien persones soles el 8,8% de les quals corresponia a persones de 65 anys o més que vivien soles. El nombre mitjà de persones vivint en cada habitatge era de 2,4 i el nombre mitjà de persones que vivien en cada família era de 3,09.
Per edats la població es repartia de la següent manera: un 21,3% tenia menys de 18 anys, un 11,7% entre 18 i 24, un 34,3% entre 25 i 44, un 21,7% de 45 a 60 i un 11% 65 anys o més.
L'edat mediana era de 36 anys. Per cada 100 dones de 18 o més anys hi havia 118,5 homes.
La renda mediana per habitatge era de 66.442 $ i la renda mediana per família de 66.731 $. Els homes tenien una renda mediana de 41.154 $ mentre que les dones 36.691 $. La renda per capita de la població era de 28.005 $. Entorn del 13% de les famílies i el 18,8% de la població estaven per davall del llindar de pobresa.

## Poblacions més properes
El següent diagrama mostra les poblacions més properes.